# Lutjanus stellatus
Lutjanus stellatus - conhecido por Fuedai em Língua japonesa -   é uma espécie de peixe nativa do Oceano Pacífico, entre o Japão e Hong Kong . 